# Nemesis (Montanari)
Nemesis è un giallo storico scritto dalla scrittrice Danila Comastri Montanari, pubblicato nel 2007. Ambientato per gran parte nel 47 d.C., nell'impero romano sotto l'Imperatore Claudio, fa parte della collana "Le indagini di Publio Aurelio", come la quattordicesima indagine del senatore.

## Trama
Il romanzo è un intreccio tra reduci di guerra della "III Legione Gallica", una misteriosa donna straniera comparsa improvvisamente a Roma e il Senatore, con la vecchia amica Pomponia, il suo intendente Paride, e il servo di origine greca Castore. Il senatore deve dunque dipanare questo intreccio, per salvare l'amica Pomponia dalle grinfie della misteriosa barbara che si definisce discendente della stirpe del popolo guerriero delle Amazzoni. Ma la donna misteriosa non è l'unico pericolo che deve affrontare il senatore, costretto a indagare nell'omertà solidale dei reduci. 

## Personaggi
- Publio Aurelio Stazio: senatore investigatore
- Castore: segretario di Publio Aurelio
- Paride: intendente di Publio Aurelio
- Pomponia: amica dell'investigatore
- Betto: reduce
- Cesonino: centurione reduce
- Elvezio: reduce
- Apro Spurio: reduce
- Antioco: reduce disertore
- Nemesis: straniera misteriosa
- Pablio Ulio Papilione: detto l'Asiatico, comandante della III legione Gallica
- Papilione: figlio adottivo dell'Asiatico
- Calva Clara: moglie divorziata dell'Asiatico

## Edizioni
- Danila Comastri Montanari, Nemesis, Publio Aurelio, Hobby & Work, 18 ottobre 2007,  p. 318, ISBN 9788878516625.

- Danila Comastri Montanari, Nemesis, Oscar Gialli, Mondadori, 22 novembre 2016,  p. 247, ISBN 9788804662693.